# کلتس (ناحیه ییندریخوف هرادتس)
کلتس (به چکی: Klec) یک منطقهٔ مسکونی در جمهوری چک است که در ناحیه ییندریخوف هرادتس واقع شده‌است. کلتس ۶٫۳۲ کیلومتر مربع مساحت و ۱۷۱ نفر جمعیت دارد و ۴۱۴ متر بالاتر از سطح دریا واقع شده‌است.